# Macskafogó 2. – A sátán macskája
Macskafogó 2. – A sátán macskája es una película húngara de comedia de acción y aventuras animada por computadora en 2D estrenada en 2007, que es una secuela de la película Macskafogó de 1986.
En Hungría, se estrenó en los cines el 20 de diciembre de 2007.

## Argumento
El mundo ha estado en paz durante 20 años, después de que los ratones domesticaran a todos los gatos al final de la primera película con la ayuda de un perro-máquina llamado Cat Catcher . Solo queda una población de gatos sin pacificar en África Central . Capturan a un periodista-ratón equivocado llamado Stanley, que por supuesto tiene boca y les cuenta sobre la existencia del Catcher. Stanley está destinado a darse un festín con la cena de los gatos, pero Torzonborz, un tejón del bosque, rescata al cautivo y lo lleva a su residencia para que se recupere. Mientras tanto, la tribu de los gatos prepara un complejo plan para liberar a sus hermanos felinos que están oprimidos en el mundo: el hechicero un tanto astuto de la tribu, Mióka, convoca a Moloch, el primer diputado del dios principal del Inframundo, Cicufer, para ayudarlos.
En la sociedad civilizada de los ratones, Grabowski, un exagente secreto, recibe una fuente de información sobre los gatos salvajes de Pafrika, por lo que intenta activar el Cat Catcher, que ha estado acumulando polvo en el hangar durante 20 años. Mientras se ocupa de la instalación, Moloch, con el jefe de los gatos monteses y Mioka, se dirige hacia el límite de la civilización para atacar a los ratones. La presidencia de Intermouse, informada del peligro inminente, moviliza al ejército de ratones y lanza un contraataque, pero no tienen ninguna posibilidad contra el poder demoníaco de Moloch. Mientras tanto, Stanley y Torzonborz se dirigen a Cin City para ayudar en la guerra. Una sangrienta batalla entre los ratones y los gatos estalla nuevamente, y los gatos casi ganan después de que Moloch libera a los gatos pacificados y revive su sindicato. En las horas finales, Grabowski, con la ayuda de Stanley, logra activar el Catchcatcher, que se pone en marcha para cumplir su misión original.
Llega la batalla final entre Moloch y Catcher, el primero luchando por los derechos de los gatos y el segundo de los ratones. Moloch usa todos sus poderes sobrenaturales contra el perro máquina, pero el Catchcatcher también lucha duro, gracias a los nuevos extras que Grabowski le instaló. El juego final se decide en el póquer, que, con un giro inesperado, lo gana el Catcher, por lo que Moloch se retira al inframundo derrotado. Los gatos reconocen la victoria de los ratones, pero Grabowski ofrece paz entre los dos bandos, que los líderes del sindicato aceptan de mala gana. Así se establece la Organización Internacional de Depredadores y Roedores Unidos.
Al final de la película, se revela que Torzonborz es la hija de Grabowski, Elsie, disfrazada, que estaba trabajando en una misión secreta en la jungla. Medio año después, Elsie y Stanley se casan.

## Reparto
- Nick Grabowski – László Sinkó
- Stanley como Peter Rodolfo
- Torzonborz / Elsie como György Dörner, Haumann Petra
- Moloch como Gábor Reviczky
- Jefe como Béla Stenczer
- Mióka como Mátyás Usztics
- Adlington como Károly Mécs
- Harvey como László Szacsvay
- Fritz Teufel como Miklós Benedek
- Safranek como Péter Haumann
- Giovanni Gatto como Péter Balázs
- Amigo como András Kern
- Billy como Gyula Szombathy
- Cookie como Zsuzsa Palos
- Pissy como Ilona Béres
- Lazy Dick como István Mikó
- Maxipotzac como Gyula Bodrogi
- Bob Poliakoff como Iván Darvas
- Lucecita como Kati Lázar
- Bodri como Ádám Schnell
- Queso como Iván Verebély
- Pedro como Roberto Bolla
- Comunicador como Róbert Bolla
- Livingstone como Sándor Makay
- Hermana Cindy como Hegyi Barbara
- General Ratón como László Csurka
- Tía malcriada como Ilona Kassai
- Tío Mimado como György Simon
- Breaking cat como Antal Farkas
- Sargento de policía como János Papp
- Gato con un palo como Gábor Maday
- Gato mafioso delgado como Gábor Maday
- Gato gordo con un látigo como Zapatillas Vilmos
- Gato vestido de blanco como Gábor Vass
- Ratón-esclavo de pelo blanco como Gábor Kossuth
- Gato tirando de una estaca como Árpád Besenczi
- Chef como Péter Beregi
- Gato con escudo como Miklós Kapácsy
- Gato tambor como Péter Pálfai
- Mensajero de pizza como Attila Bartucz
- Portadores de gatos como Albert Péter, Miklós Hegedűs
- Teddy, ratón guardia fronterizo como Attila Bodrogi
- Ratón guardia fronterizo como Sándor Janovics
- Oficial ratón telefoneando como Sándor Janovics
- Humilde soldado ratón como Szabolcs Pálmai
- Adiós soldados ratones como Attila Bartucz, Attila Bodrogi, Sándor Janovics
- Locutor de televisión como Anna Steel
- Gato jardinero como László Pipó
- Director de ratones viejos como Gyula Teizi
- Rinoceronte como Gyula Teizi
- Ratón mamás como Mics Ildikó, Kristztina Szalay
- Gato gánster con ametralladora como Peter Fehér
- Bróker de póquer como István Éles
- Capitán Ratón como Lajos Csákovics
- Teniente Ratón como Lajos Csákovics
- Mono araña como Miklós Weigert
- Perezoso como Miklós Weigert

Voces adicionales: András Antal, Lajos Csuha, Erik Péter Kollár, Jr. Miklós Malek

## Curiosidades
- El título Macskafogó se creó sobre el modelo de Egérfogó, mientras que el subtítulo es una referencia a la novela Satan 's Hound de Arthur Conan Doyle.
- Según Index.hu, la producción de la película estuvo acompañada de trucos económicos y de apoyo, como resultado de lo cual la productora quebró.[2]
- En la escena en la que Mióka, el chamán, pasa las páginas del libro mágico, los títulos de los capítulos están escritos en escritura székely-húngara (pétalos, ronroneos, etc.) El único error es que las marcas rúnicas derecha-izquierda van de izquierda a derecha.[3]